# Allium tuvinicum
Allium tuvinicum là một loài thực vật có hoa trong họ Amaryllidaceae. Loài này được (N.Friesen) N.Friesen mô tả khoa học đầu tiên năm 1987.